# Aeroportul Internațional Yap
Aeroportul Internațional Yap (IATA: YAP, ICAO: PTYA, FAA LID: T11) este un aeroport din Yap, Yap State⁠(d), Micronezia ce deservește zona Colonia, Yap. 
Situat la o altitudine de 28 m, aeroportul dispune de 1 pistă.

## Infrastructură

### Piste
Aeroportul dispune de o singură pistă. Pista 07/25 are suprafața de asfalt și dimensiunile 1.829 m × 45 m. 